# هاردی (آرکانزاس)
هاردی (آرکانزاس) (به انگلیسی: Hardy, Arkansas) یک شهر در ایالات متحده آمریکا با جمعیت ۷۷۲ نفر است که در آرکانزاس واقع شده‌است.

## موقعیت جغرافیایی
موقعیت جغرافیایی شهرها و مناطق اطراف به شرح زیر است: